# Vera Lúcia Marinzeck de Carvalho
Vera Lúcia Marinzeck de Carvalho (São Sebastião do Paraíso, 21 de outubro de 1948) é uma médium espírita brasileira.
Desde a infância apercebeu-se de sua mediunidade, na forma de clarividência. Uma vizinha emprestou-lhe a primeira obra espírita que leu, "O Livro dos Espíritos", de Allan Kardec. Passou a seguir a doutrina espírita a partir de 1975.
Recebe obras ditadas pelos espíritos, inclusive Antônio Carlos, com quem se iniciou na psicografia, praticando durante nove anos até ao lançamento de sua primeira obra em 1990 (pela Petit Editora, em São Paulo).
O livro Violetas na Janela, pelo espírito Patrícia, publicado em 1993, desde então tornou-se num campeão de vendas no país (2,2 milhões de exemplares até 2015, 2,5 milhões até 2021), tendo sido adaptado para o teatro pela atriz Ana Rosa, em 1997.

## Obras publicadas
- A Aventura de Rafael - infantil
- A Casa do Bosque
- A Casa do Escritor
- A Casa do Penhasco
- A Gruta das Orquídeas
- A Intrusa
- A Mansão da Pedra Torta
- A órfã numero sete
- A Senhora do Solar
- Aborrecente, Não. Sou Adolescente
- Aconteceu...
- Ah, se eu pudesse voltar no tempo
- Amai os inimigos
- Aqueles que amam
- Cabocla
- Cativos e libertos
- Conforto espiritual 1
- Conforto espiritual 2
- Copos que andam
- Deficiente mental porque fui um ?
- Em missão de socorro
- Entrevistas com os espíritos
- Escravo Bernardino
- Filho adotivo
- Flores de Maria
- Historias maravilhosas da espiritualidade
- Morri! E agora ?
- Muitos sãos os chamados
- Na sombra da montanha
- Nós, os jovens
- Novamente juntos
- O ateu
- O caminho de Urze
- O caminho das estrelas
- O castelo dos sonhos
- O céu pode esperar
- O cravo na lapela
- O diário de Luizinho – infantil
- O difícil caminhar das drogas
- O enigma da fazenda
- O escravo
- O jardim das rosas
- O mistério do sobrado
- O pedacinho do céu azul
- O que eles perderam
- O que encontrei do outro lado da vida
- O rochedo dos amantes
- O sonâmbulo
- O sonho de Patrícia – infantil
- O talismã maldito
- O ultimo jantar
- O vôo da gaivota
- O velho do livro – infantil
- Palco das encarnações
- Perante a eternidade
- Por que comigo ?
- Reconciliação
- Reflexos do passado
- Reparando erros de vidas passadas
- Rosana, a terceira vitima fatal
- Sejamos felizes
- Ser ou não ser adulto
- Somente uma lembrança
- Sonhos de liberdade
- Um novo recomeço
- Valeu a pena
- Violetas na Janela
- Vivendo no mundo dos espíritos
- Véu do passado